# Poço de Água de Woodingdean

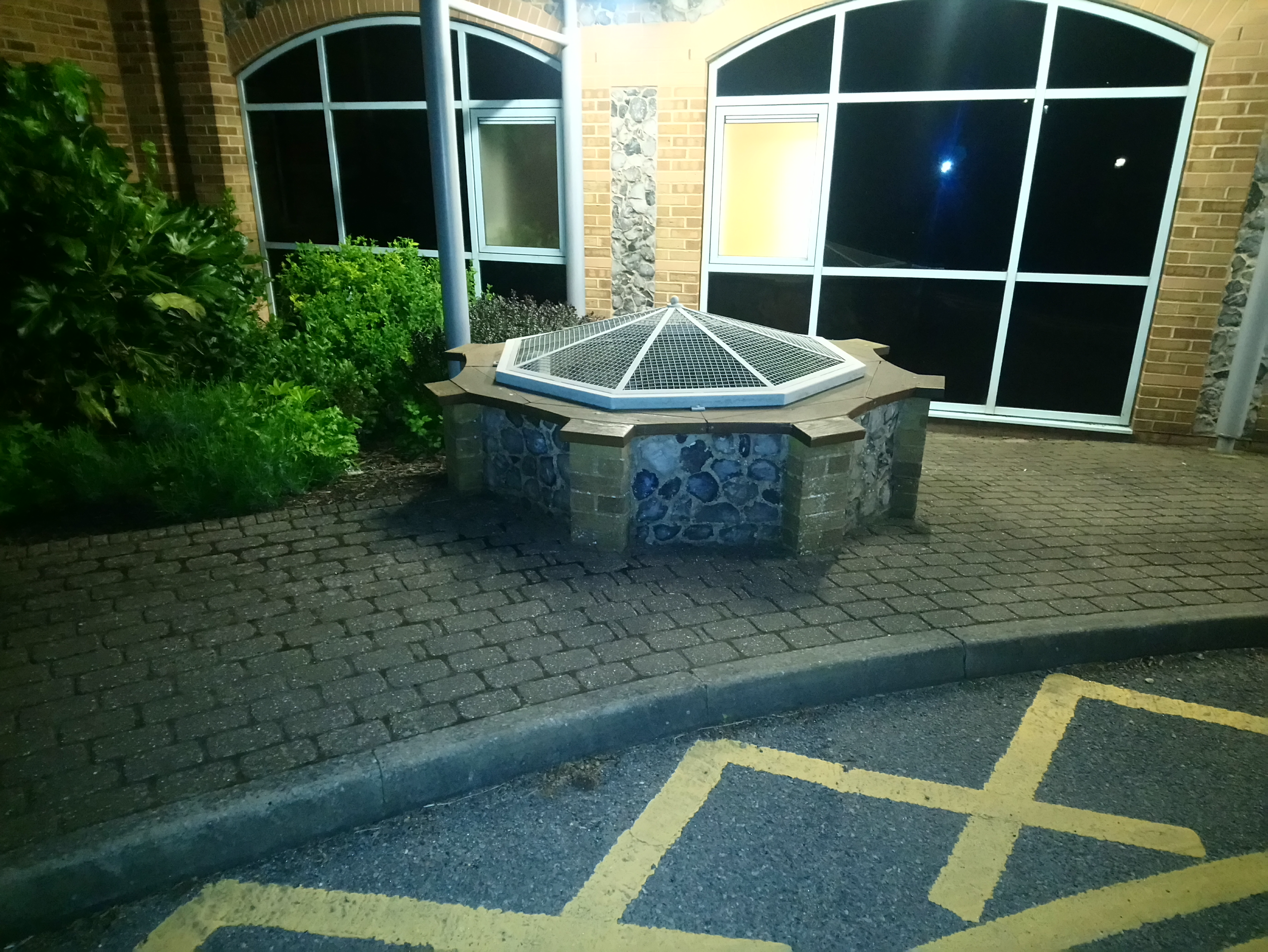
Poço de Água de Woodingdean

O Poço de Água de Woodingdean é o poço escavado à mão mais profundo do mundo, com 390 metros (1 300 pé) de profundidade. Foi escavado para fornecer água para uma workhouse. As obras no poço começaram em 1858 e foram concluídas quatro anos depois, em 16 de março de 1862. Ele está localizado nos arredores do Hospital Nuffield em Woodingdean, em Brighton e Hove, Inglaterra, Reino Unido.

## Na cultura popular
O poço de água de Woodingdean foi apresentado várias vezes na série Itch, de Simon Mayo, pois é onde o protagonista, Itch, despeja o elemento radioativo 126.